# Colipasa
La Colipasa es un cofactor proteico necesario para la actividad óptima de la lipasa pancreática. Se secreta en el páncreas exócrino en su forma inactiva, la procolipasa, y se activa en el lumen intestinal por acción de la tripsina. Su función es prevenir los efectos inhibidores de las sales biliares sobre la actividad de la lipasa pancreática, facilitando de esta forma la hidrólisis intraduodenal, de los triglicéridos de cadena larga presentes en la alimentación.
En humanos, la colipasa se encuentra codificada en el gen HGNC CLPS .

## Dominios proteicos
Colipasa es también una familia de proteínas evolutivamente relacionadas.
Colipasa es un pequeño cofactor proteico necesario para que la lipasa pancreática realice una hidrólisis eficiente de los triglicéridos adquiridos con los alimentos. La absorción eficiente de las grasas incluidas en la dieta es dependiente de la acción del a lipasa pancreática.
La colipasa se une al dominio C-terminal, que es el dominio no catalítico de la lipasa, estabilizándola en una conformación activa y aumentando considerablemente la hidofobicidad del sitio de unión. Numerosos estudios de la estructura del complejo y de la colipasa sola han revelado la funcionalidad de esta estructura.
La colipasa es una proteína pequeña, con cinco enlaces disulfuro internos evolutivamente muy conservados. Se han reconocidos analogías estructurales entre diferentes proteínas: el dominio C-terminal de la lipasa pancreática; el dominio N-terminal de las lipooxigenasas, y el dominio C-terminal de la alfatoxina. Estos dominios no catalíticos son evolutivamente importantes en las enzimas más tardías para su interacción con la membrana plasmática. No se ha establecido fehacientemente si estos dominios se encuentran también implicados en una eventual unión a cofactores como es el caso de la lipasa pancreática.
| Colipasa                                                                                   | Colipasa  | Colipasa  |
| ------------------------------------------------------------------------------------------ | --------- | --------- |
| Estructura del complejo lipasa-colipasa pancreática inhibido por un alquuil fosfonato C11. |           |           |
| Identificadores                                                                            |           |           |
| Símbolo                                                                                    | Colipasa  | Colipasa  |
| Pfam                                                                                       | PF01114   | PF01114   |
| InterPro                                                                                   | IPR001981 | IPR001981 |
| PROSITE                                                                                    | PDOC00111 | PDOC00111 |
| SCOP                                                                                       | 1lpb      | 1lpb      |
| Estructuras PDB disponibles:1eth , 1lpa , 1lpb , 1n8s , 1pcn , 1pco                        |           |           |
| [ editar datos en Wikidata ]                                                               |           |           |

| Colipasa | Colipasa   | Colipasa   |
| --- | ---------- | ---------- |
| Estructura resuelta de la procolipasa pancreática porcina, determinada por resonancia magnética nuclear homonuclear 1H en dos y tres dimensiones |            |            |
| Identificadores |            |            |
| Símbolo | Colipasa_C | Colipasa_C |
| Pfam | PF02740    | PF02740    |
| InterPro | IPR017914  | IPR017914  |
| PROSITE | PDOC00111  | PDOC00111  |
| SCOP | 1lpb       | 1lpb       |
| [ editar datos en Wikidata ] |            |            |